# راس عسران
راس عسران هي منطقة تقع على الضفة الغربية لخليج السويس على ساحل البحر الأحمر على بعد 49 كم من رأس غارب و210 كم جنوب شرق القاهرة. أرض راس عسران منبسطة وأعلى نقطة في الجوار يبلغ ارتفاعها 325 م.
تضم المنطقة «حقل عسران» الذي بدأ إنتاجه من البترول في 1998 ووصل إنتاجه إلى 3500 برميل في 2016. وكانت شركة «سيميتار ايجيبت» المحدودة تملك امتياز التنقيب في منطقة حقل عسران، البالغ مساحتها 72 كم قبل أن تستحوذ شركة «إنبكتور كابيتال بي في» الهولندية عليها.

## المناخ
مناخ المنطقة جاف بمتوسط درجة حرارة تبلغ 24°. يُعد يوليو أدفأ الشهور عند 32° وأبرد الشهور هو يناير عند 15°. يبلغ متوسط هطول الأمطار 47 ملم في السنة. وأكثر الشهور أمطارًا هو مارس، بمعدل 8 ملم من المطر، بينما يعد أبريل الأكثر رطوبة بمعدل 1 ملم.
| مخطط المناخ راس عسران | مخطط المناخ راس عسران | مخطط المناخ راس عسران | مخطط المناخ راس عسران | مخطط المناخ راس عسران | مخطط المناخ راس عسران | مخطط المناخ راس عسران | مخطط المناخ راس عسران | مخطط المناخ راس عسران | مخطط المناخ راس عسران | مخطط المناخ راس عسران | مخطط المناخ راس عسران |
| --- | --------------------- | --------------------- | --------------------- | --------------------- | --------------------- | --------------------- | --------------------- | --------------------- | --------------------- | --------------------- | --------------------- |
| 01 | 02                    | 03                    | 04                    | 05                    | 06                    | 07                    | 08                    | 09                    | 10                    | 11                    | 12                    |
| 7 19 11 | 2 22 11               | 8 24 15               | 1 28 17               | 7 33 20               | 3 35 23               | 2 37 26               | 6 37 27               | 3 35 25               | 1 30 23               | 3 26 19               | 3 21 15               |
| متوسط درجة-الحرارة °س مجاميع الهطل مم |                       |                       |                       |                       |                       |                       |                       |                       |                       |                       |                       |
| بالوحدات الإنكليزية \| 01 \| 02 \| 03 \| 04 \| 05 \| 06 \| 07 \| 08 \| 09 \| 10 \| 11 \| 12 \| \| 0.3 66 52 \| 0.1 72 52 \| 0.3 75 59 \| 0 82 63 \| 0.3 91 68 \| 0.1 95 73 \| 0.1 99 79 \| 0.2 99 81 \| 0.1 95 77 \| 0 86 73 \| 0.1 79 66 \| 0.1 70 59 \| \| متوسط درجة-الحرارة °ف مجاميع الهطول ″ \| \| \| \| \| \| \| \| \| \| \| \| |                       |                       |                       |                       |                       |                       |                       |                       |                       |                       |                       |
| 01 | 02                    | 03                    | 04                    | 05                    | 06                    | 07                    | 08                    | 09                    | 10                    | 11                    | 12                    |
| 0.3 66 52 | 0.1 72 52             | 0.3 75 59             | 0 82 63               | 0.3 91 68             | 0.1 95 73             | 0.1 99 79             | 0.2 99 81             | 0.1 95 77             | 0 86 73               | 0.1 79 66             | 0.1 70 59             |
| متوسط درجة-الحرارة °ف مجاميع الهطول ″ |                       |                       |                       |                       |                       |                       |                       |                       |                       |                       |                       |

| 01                                    | 02        | 03        | 04      | 05        | 06        | 07        | 08        | 09        | 10      | 11        | 12        |
| 0.3 66 52                             | 0.1 72 52 | 0.3 75 59 | 0 82 63 | 0.3 91 68 | 0.1 95 73 | 0.1 99 79 | 0.2 99 81 | 0.1 95 77 | 0 86 73 | 0.1 79 66 | 0.1 70 59 |
| متوسط درجة-الحرارة °ف مجاميع الهطول ″ |           |           |         |           |           |           |           |           |         |           |           |